# První divize 1923/1924
Soutěžní ročník Prima Divisione 1923/1924 byl 24. ročník nejvyšší italské fotbalové ligy. Konal se od 7. října 1923 do 7. září 1924. Zúčastnilo se jí celkem již nově 45 klubů. Mistrovský titul získal již podeváté v klubové kariéře Janov. 
Nejlepším střelcem se stal Rakouský hráč Turína Heinrich Schönfeld, který vstřelil 22 branek.

## Události

### Před sezonou
Velkou novinkou pro sezonu byla pro vítězný tým z minulého ročníku Janova. Ten si jako první vítězný tým mohl našít Scudetto, což byl odznak ve tvaru erbu v barvách Italské státní vlajky.

Znak Scudetta

Turnaj se opět uskutečnil jako Lega Nord (Severní část) a Lega Sud (Jižní část). V Severní části se zúčastnilo již nově 24 klubů ve dvou skupinách a vítězové skupin se utkali proti sobě ve finále. V Jižní části bylo 21 klubů rozděleno podle geografické polohy a vítězové regionálních skupin postoupili do semifinále, které bylo rozděleno na dvě skupiny. Poté se vítězové těchto skupin utkali proti sobě o vítězství v Jižní části. O mistrovský titul se v září utkali vítězové Lega Nord (Severní část) a Lega Sud (Jižní část).

### Během sezony

#### Lega Nord
Mistři z Janova prohráli v 6. kole v Livornu 3:1 a to znamenalo ukončení série 33 utkání bez prohry, což byl do roku 1992 nepřekonatelný rekord. Největší událost se stala v Juventusu. Zde se stal prezidentem klubu, bohatý podnikatel Edoardo Agnelli, který zahájil posilování klubu za obrovské peníze. Ačkoli zákony stále zakazovaly profesionalitu, ale placení fotbalistům bylo děláno pod stolem. Velkou posilu pro klub byl příchod Rosetta, reprezentanta a vítěze dvou titulů z Pro Vercelli. Jenže tento přestup byl velmi složitý.

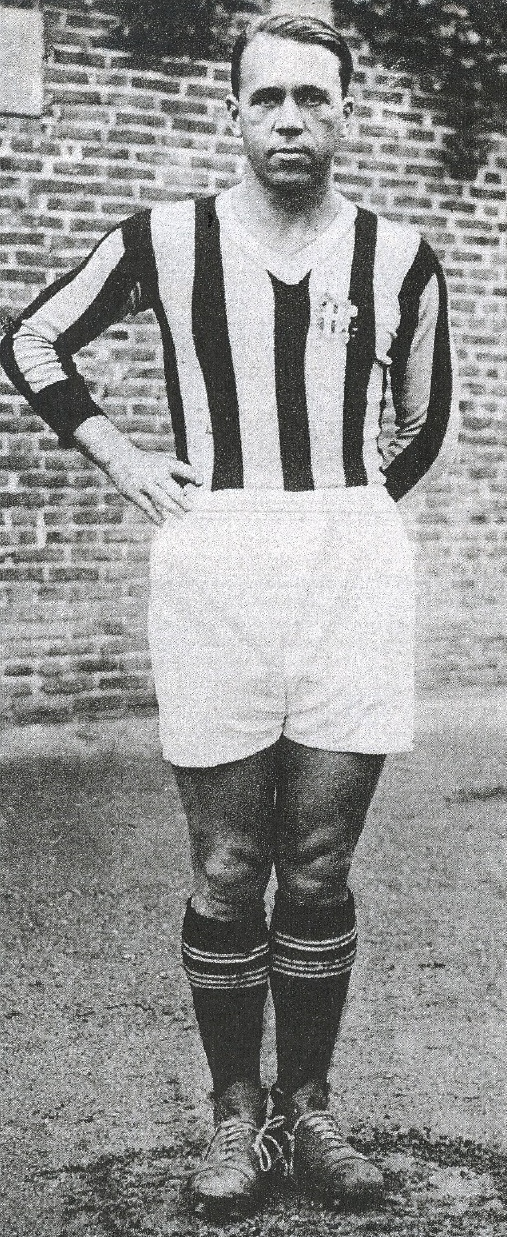
Virginio Rosetta

Ještě před sezonu se Rosetta a jeho spoluhráč z Pro Vercelli Gustavo Gay poslali prezidentovi klubu Luigi Bozinovi rezignační dopis. Dopis byl přijat a hráči byli vyloučeni z týmu. Gustavo Gay odešel do Milána a Rosetta do Juventusu. Jenže FIGC přestup neodhlasovala a rozhodnutí odložila na 1. prosinec. Mezi tím hráč podal stížnost na FIGC, kterou 24. listopadu přijala. Poté nastoupil do tří utkání (proti Padově, Janovu a Modeně), které vyhráli. Všechny tři poražené kluby se odvolávaly na neregulérní postavení hráče a vedení Lega Nord jim dala za pravdu a každému týmu přisoudila vítězství 2:0. Viceprezident Bianconeri Craveri podal stížnost na porážky u rady, která se 15. prosince s klubem dohodla a vrátila jim tři úspěchy ve zmíněných zápasech. Jenže spor mezi vedením Lega Nord s federací trval další dva měsíce. Rozhodla se zasáhnout Italský národní olympijský výbor (CONI). Ta vydala rozhodnutí 17. února že Rosetta patří stále Pro Vercelli. A tak FIGC opět přisoudila tři porážky (kontumace). Nakonec Rosetta byl zakoupen za 50 000 lir. Výsledek této aféry se promítnul do tabulky Lega Nord. Do 10. února 1924, byli Bianconeri a Grifoni na čele tabulky s 21 body. Jenže porážka v Novaře v kombinaci s trestem způsobila, že Bianconeri klesli na 7. místo, deset bodů od 1. místa. Grifoni nakonec svou skupinu vyhráli, ale kdyby se Juventusu neodečetlo 6 bodů, tak by vyhrálo Bianconeri.
Ve skupině B v Lega Nord se o 1. místo přetahovaly tři kluby: Bologna, Pro Vercelli a Turín. Nakonec rozhodli poslední dvě kola, po kterých se radovali hráči Bologni.
Finále se hrálo kvůli OH 1924 až 15. června. Utkání bylo velmi napjaté, jak na hřišti, tak mimo něj. Na tribunách vypuklo mezi diváky několik bojů. Utkání skončilo ve prospěch Janova 1:0, a to i přes jasnou herní převahu Bologni. Ta později podala stížnost proti homologaci výsledku, která byla vedením Lega Nord zamítnuta. Janov dostal pokutu tisíc lir za fanoušky. Druhé utkání se hrálo o týden později na deštivého počasí v Bologni. Stejně jako v prvním utkání byla Bologna lepším týmem, jenže do vedení šla Janov. V první čtvrthodině druhého poločasu se Bologni podařilo vyrovnat penaltou, ale v následujících třiceti minutách se hra vlekla křečovitým způsobem, poškozujícím jak deštěm, tak i chováním fanoušků, do té míry, že se rozhodčímu Panzerimu situace zcela vymkla z rukou. Utkání bylo přerušeno několik minut před koncem poté, co se někteří příznivci Bologni pokusili o vniknutí na hřiště. Poté se již utkání nedohrálo. Vedení Lega Nord si vyslechla rozhodčího Panzeriho o nedohraném zápasu. Rozhodnutí padlo 16. července ve prospěch Janova, která vyhrála kontumačně 2:0 a mohla se tak střetnout s vítězem Laga Sud o mistrovský titul, který obhajovala.

#### Lega Sud
Do semifinále postoupila z Kampánie dominantní Savoia, která z deseti utkání jen jednou remizovala. Spolu sní postoupil i Internaples. To v Laziu byla dramatická do posledního kola. Skupinu vyhrál Alba Řím o jeden bod před Laziem a Fortitudo. Tyto kluby odehráli dodatečné utkání o postup, které zvládlo Lazio (2:0). Sicilskou skupinu ovládlo Palermo, které porazilo Messinu a v Marche se opět nehrálo, protože jediným přihlášeným klubem byla opět Anconitana. Z Apulie postoupili do semifinále Audace Taranto a Ideale.
Semifinálové skupiny byli dvě. Ve skupině A vyhrála Savoia o jeden bod před Laziem. Jenže klub Ideale podalo stížnost, že Savoia proti nim svalně přeložila utkání z 1. června na 22. červen údajně kvůli špatnému hřišti. Jenže v ten den byl totiž na tomto hřišti vojenský svátek a byla plánována demonstrace. Ideale požádalo, aby vítězství bylo připsáno jim vzhledem k tomu, že Savoia nedokázala najít náhradní hřiště. Stížnost byla zamítnuta vedením Lega Sud. Klub poté podal stížnost u FIGC. Ta rozhodla že Ideale má pravdu a byla jim připsána výhra. A tak se stalo že Lazio a Ideale měli stejně bodů a měli odehrát mezi sebou dodatečný zápas o postup do finále. Utkání skončilo 2:1 pro Lazio a mělo se ve finále utkat s městským rivalem Alba Řím 13. července. Jenže Savoia se odvolala z trestu a utkání o finále bylo odloženo. 20. července na zasedání federálního předsednictva konaném v Janově, které trvalo až do časného rána následujícího dne, byla stížnost přijata a Savoia se stala vítězem své skupiny. Ve skupině B bylo odehráno dodatečné utkání mezi Alba Řím a Audace Taranto. Římský klub vyhrál 2:0 a ve finále se utkal se Savoia.
V prvním finálovém utkání Savoia vyhrála venku 2:0 i když rozhodčí Grossi odpískal konec zápasu o pět minut dříve. Hřiště bylo okamžitě napadeno fanoušky Alba Řím, kteří vyhrožovali rozhodčímu a donutili policistům zasáhnout; mezitím Grossi, který si okamžitě uvědomil chybu na signál od čárových rozhodčích, se snažil dostat týmy zpět na hřiště, aby zápas dohrály, ale hráči Alba Řím už spěšně opustili stadion. Vedení Lega Sud vyhověla stížnosti Alba Řím tím, že zápas zrušila, protože jej rozhodčí ukončil příliš brzy a nechala zápas opakovat. Mezitím následující týden porazila Savoia svého soupeře znovu 2:0, tentokrát v Torre Annunziata. V opakovaném utkání zvítězili Římané a vyrovnali tak sérii na 1:1. Třetí zápas se měl odehrát v Livornu, jenže Alba Řím odmítla odjet na utkání, aniž by získala finanční zálohu na cestu od Lega Sud, a tak se vedení rozhodlo že vítězem Lega Sud se stala Savoia a mohla se tak střetnout o titul s Janovem.

#### Finále
Velké finále (Finalissima) se hrálo až 31. srpna, tedy po dvou měsících co skončila pro Janov sezona. I když dlouho Janované nehráli, tak v prvním zápase doma vyhráli 3:1. To zápas v Torre Annunziata byl poměrně vyrovnaný. Poločas skončil 0:0 a do vedení šel v 71. minutě Janov, ale o dvě minuty později Savoia vyrovnala. Utkání skončilo 1:1 a díky vítězství 3:1 v prvním zápase se Janov stal vítězem. Obhájil tak titul z minulé sezony a získal tak již devátý titul (do sezony 1951/52 mělo nejvíce) a zatím poslední ve své historii. Savoia se naopak mohlo pochlubit tím, že se stal prvním týmem z Jižní části (Lega Sud), která zakončila utkání bez porážky proti klubu ze Severní části (Lega Nord).

## Lega Nord (Severní část)

### Skupina A

#### Účastníci
| Klub            | Město             | Stadion                       | Trenér           |
| --------------- | ----------------- | ----------------------------- | ---------------- |
| Alessandria     | Alessandria       | Campo degli Orti              | Béla Révész      |
| Brescia         | Brescia           | Stadio di via Cesare Lombroso | Imre Payer       |
| Casale          | Casale Monferrato | Stadio Natale Palli           | Technická komise |
| Janov           | Janov             | Campo di via del Piano        | William Garbutt  |
| Inter           | Milán             | Campo di via Goldoni          | Bob Spottiswood  |
| Juventus        | Turín             | Stadio di corso Marsiglia     | Jenő Károly      |
| Livorno         | Livorno           | Campo di Villa Chayes         | Jack Kirwan      |
| Modena          | Modena            | Campo di viale Fontanelli     | Fausto Parisi    |
| Novara          | Novara            | Campo di via Lombroso         | Technická komise |
| Padova          | Padova            | Velodromo Giovanni Monti      | Herbert Burgess  |
| Sampierdarenese | Sampierdarena     | Stadio di Villa Scassi        | Karl Rumbold     |
| Virtus Bologna  | Bologna           | –Campo di via Valeriani       | Technická komise |

#### Tabulka
| Poř. | Tým             | Z  | V  | R | P  | VG | OG | B  |
| ---- | --------------- | -- | -- | - | -- | -- | -- | -- |
| 1.   | Janov           | 22 | 14 | 5 | 3  | 50 | 13 | 33 |
| 2.   | Padova          | 22 | 12 | 5 | 5  | 36 | 18 | 29 |
| 3.   | Inter           | 22 | 11 | 5 | 6  | 31 | 25 | 27 |
| 4.   | Livorno         | 22 | 12 | 3 | 7  | 33 | 30 | 27 |
| 5.   | Alessandria     | 22 | 10 | 6 | 6  | 38 | 23 | 26 |
| 6.   | Juventus        | 22 | 11 | 4 | 7  | 37 | 27 | 26 |
| 7.   | Modena          | 22 | 8  | 7 | 7  | 35 | 30 | 23 |
| 8.   | Casale          | 22 | 10 | 2 | 10 | 25 | 34 | 22 |
| 9.   | Sampierdarenese | 22 | 9  | 0 | 13 | 21 | 32 | 18 |
| 10.  | Brescia         | 22 | 5  | 3 | 14 | 17 | 39 | 13 |
| 11.  | Novara          | 22 | 4  | 4 | 14 | 22 | 41 | 12 |
| 12.  | Virtus Bologna  | 22 | 3  | 2 | 17 | 13 | 46 | 8  |

|  | Postup do finále Lega Nord          |
|  | Play out o sestup s týmy z 2. ligy  |
|  | Sestup do Seconda Divisione 1924/25 |

Poznámky
- Z = Odehrané zápasy; V = Vítězství; R = Remízy; P = Prohry; VG = Vstřelené góly; OG = Obdržené góly; B = Body
- za výhru 2 body, za remízu 1 bod, za prohru 0 bodů.
- při rovnosti bodů rozhodoval rozdíl mezi vstřelených a obdržených branek.

#### Výsledková tabulka
|                 | Alessandria | Brescia | Casale | Inter | Janov | Juventus | Livorno | Modena | Novara | Padova | Sampier. | Virtus |
| --------------- | ----------- | ------- | ------ | ----- | ----- | -------- | ------- | ------ | ------ | ------ | -------- | ------ |
| Alessandria     | –           | 4:0     | 5:1    | 1:1   | 1:1   | 3:1      | 0:1     | 5:0    | 0:0    | 2:2    | 3:0      | 4:0    |
| Brescia         | 0:0         | –       | 3:0    | 1:1   | 0:1   | 0:2      | 1:0     | 1:1    | 2:1    | 0:1    | 0:2      | 0:1    |
| Casale          | 0:1         | 4:1     | –      | 1:0   | 0:0   | 2:3      | 2:0     | 1:0    | 1:0    | 1:0    | 1:0      | 4:0    |
| Inter           | 1:0         | 3:0     | 3:0    | –     | 0:2   | 2:2      | 4:0     | 1:1    | 2:0    | 2:1    | 1:0      | 2:0    |
| Janov           | 2:0         | 5:0     | 6:1    | 5:1   | –     | 1:1      | 2:0     | 4:1    | 4:0    | 1:2    | 4:0      | 5:0    |
| Juventus        | 3:1         | 0:1     | 3:2    | 2:0   | 0:2   | –        | 1:1     | 0:2    | 2:0    | 3:0    | 4:1      | 1:0    |
| Livorno         | 2:1         | 3:2     | 0:0    | 3:0   | 3:1   | 3:2      | –       | 3:1    | 3:1    | 1:1    | 2:0      | 4:1    |
| Modena          | 5:1         | 2:0     | 2:0    | 1:2   | 0:0   | 1:1      | 3:0     | –      | 7:2    | 0:0    | 2:1      | 2:1    |
| Novara          | 1:2         | 2:1     | 2:3    | 1:1   | 1:2   | 1:0      | 3:0     | 2:2    | –      | 0:0    | 0:2      | 2:1    |
| Padova          | 1:1         | 4:2     | 3:0    | 1:2   | 0:1   | 2:0      | 2:0     | 3:1    | 3:1    | –      | 5:0      | 3:0    |
| Sampierdarenese | 1:2         | 1:0     | 2:0    | 2:1   | 1:0   | 2:3      | 0:1     | 1:0    | 1:0    | 0:1    | –        | 4:0    |
| Virtus          | 0:1         | 1:2     | 0:1    | 0:1   | 1:1   | 0:3      | 2:3     | 1:1    | 2:1    | 0:1    | 2:0      | –      |

### Skupina B

#### Účastníci
| Klub         | Město       | Stadion                      | Trenér                     |
| ------------ | ----------- | ---------------------------- | -------------------------- |
| Andrea Doria | Janov       | Campo sportivo della Cajenna | Technická komise           |
| Bologna      | Bologna     | Stadio Sterlino              | Hermann Felsner            |
| Cremonese    | Cremona     | Campo di via Persico         | Giovanni Battista Traverso |
| Legnano      | Legnano     | Stadio Comunale              | Imre Schoffer              |
| Milán        | Milán       | Campo di viale Lombardia     | Ferdi Oppenheim            |
| Novese       | Novi Ligure | Campo di Piazza d'Armi       | Technická komise           |
| Pisa         | Pisa        | Stadio Arena Garibaldi       | József Ging                |
| Pro Vercelli | Vercelli    | Campo piazza Conte di Torino | Technická komise           |
| SPAL         | Ferrara     | Campo di Piazza d'Armi       | Giuseppe Ticozzelli        |
| Spezia       | La Spezia   | Stadio Alberto Picco         | József Viola               |
| Turín        | Turín       | Campo Stradale Stupinigi     | Karl Stürmer               |
| Verona       | Verona      | Campo di Borgo Venezia       | A. Friedmann               |

#### Tabulka
| Poř. | Tým          | Z  | V  | R | P  | VG | OG | B  |
| ---- | ------------ | -- | -- | - | -- | -- | -- | -- |
| 1.   | Bologna      | 22 | 13 | 5 | 4  | 41 | 18 | 31 |
| 2.   | Turín        | 22 | 12 | 6 | 4  | 43 | 22 | 30 |
| 3.   | Pro Vercelli | 22 | 11 | 6 | 5  | 46 | 23 | 28 |
| 4.   | Verona       | 22 | 8  | 7 | 7  | 43 | 35 | 23 |
| 5.   | Pisa         | 22 | 7  | 8 | 7  | 26 | 35 | 22 |
| 6.   | Andrea Doria | 22 | 7  | 7 | 8  | 28 | 26 | 21 |
| 7.   | Legnano      | 22 | 8  | 5 | 9  | 27 | 26 | 21 |
| 8.   | Cremonese    | 22 | 8  | 4 | 10 | 24 | 31 | 20 |
| 9.   | Milán        | 22 | 7  | 5 | 10 | 38 | 44 | 19 |
| 10.  | SPAL         | 22 | 6  | 6 | 10 | 26 | 44 | 18 |
| 11.  | Spezia       | 22 | 7  | 3 | 12 | 16 | 35 | 17 |
| 12.  | Novese       | 22 | 5  | 4 | 13 | 21 | 40 | 14 |

|  | Postup do finále Lega Nord          |
|  | Play out o sestup s týmy z 2. ligy  |
|  | Sestup do Seconda Divisione 1924/25 |

Poznámky
- Z = Odehrané zápasy; V = Vítězství; R = Remízy; P = Prohry; VG = Vstřelené góly; OG = Obdržené góly; B = Body
- za výhru 2 body, za remízu 1 bod, za prohru 0 bodů.
- při rovnosti bodů rozhodoval rozdíl mezi vstřelených a obdržených branek.

#### Výsledková tabulka
|              | Andrea Doria | Bologna | Cremonese | Legnano | Milán | Novese | Pisa | Pro Vercelli | SPAL | Spezia | Turín | Verona |
| ------------ | ------------ | ------- | --------- | ------- | ----- | ------ | ---- | ------------ | ---- | ------ | ----- | ------ |
| Andrea Doria | –            | 0:1     | 4:0       | 4:0     | 1:1   | 0:2    | 1:1  | 1:1          | 0:1  | 1:0    | 2:1   | 4:2    |
| Bologna      | 3:0          | –       | 2:0       | 3:2     | 4:0   | 2:0    | 5:0  | 3:3          | 2:1  | 5:0    | 0:1   | 3:1    |
| Cremonese    | 2:0          | 0:0     | –         | 0:1     | 4:1   | 2:1    | 2:0  | 2:1          | 1:1  | 3:1    | 0:0   | 1:1    |
| Legnano      | 2:2          | 1:1     | 1:2       | –       | 2:2   | 1:0    | 3:0  | 1:0          | 4:0  | 2:0    | 3:1   | 1:0    |
| Milán        | 1:2          | 1:0     | 0:1       | 2:1     | –     | 5:0    | 5:1  | 1:3          | 3:4  | 3:1    | 0:3   | 2:1    |
| Novese       | 1:0          | 0:1     | 2:0       | 1:1     | 1:2   | –      | 2:2  | 1:1          | 2:1  | 0:1    | 1:4   | 3:0    |
| Pisa         | 2:2          | 2:1     | 2:1       | 1:1     | 2:2   | 1:0    | –    | 1:0          | 2:1  | 2:0    | 1:1   | 1:1    |
| Pro Vercelli | 2:2          | 0:1     | 4:1       | 1:0     | 2:1   | 3:1    | 4:1  | –            | 6:0  | 4:0    | 0:0   | 3:0    |
| SPAL         | 1:1          | 0:1     | 2:1       | 1:1     | 1:1   | 2:0    | 1:0  | 4:4          | –    | 0:1    | 1:2   | 1:1    |
| Spezia       | 1:0          | 0:0     | 1:0       | 1:0     | 2:1   | 1:1    | 1:4  | 0:2          | 0:1  | –      | 1:0   | 1:2    |
| Turín        | 3:1          | 4:1     | 4:1       | 1:0     | 3:3   | 5:0    | 1:1  | 1:2          | 3:1  | 2:1    | –     | 1:1    |
| Verona       | 2:2          | 2:2     | 2:0       | 3:1     | 5:1   | 5:2    | 2:1  | 1:0          | 8:1  | 2:2    | 1:2   | –      |

### Finále Lega Nord

#### Výsledky
| 1. zápas 15. červen 1924 | Janov    | 1 – 0 | Bologna | Campo di via del Piano, Janov |  |  |
|                          | Neri 84' |       |         | Rozhodčí: Bistoletti          |  |  |
|                          |          |       |         |                               |  |  |

| 2. zápas 10. červen 1923 | Bologna          | 1 – 1 | Janov          | Stadio Sterlino, Bologna |  |  |
|                          | Pozzi 57 (pen.)' |       | 36' Santamaria | Rozhodčí: Panzeri        |  |  |
|                          |                  |       |                |                          |  |  |

Klub Janov vyhrál Lega Nord a mohl se tak utkat o titul.

### Play out

#### Tabulka
| Poř. | Tým           | Z | V | R | P | VG | OG | B  |
| ---- | ------------- | - | - | - | - | -- | -- | -- |
| 1.   | Spezia        | 6 | 4 | 2 | 0 | 10 | 3  | 10 |
| 2.   | Novara        | 6 | 3 | 2 | 1 | 14 | 3  | 8  |
| 3.   | Olympia Fiume | 6 | 2 | 1 | 3 | 7  | 11 | 5  |
| 4.   | Sestrese      | 6 | 0 | 1 | 5 | 4  | 18 | 1  |

|  | Zůstali v Lega Nord pro sezonu 1924/25 |

Poznámky
- Z = Odehrané zápasy; V = Vítězství; R = Remízy; P = Prohry; VG = Vstřelené góly; OG = Obdržené góly; B = Body
- za výhru 2 body, za remízu 1 bod, za prohru 0 bodů.

#### Výsledková tabulka
|          | Novara | Fiume | Sestrese | Spezia |
| -------- | ------ | ----- | -------- | ------ |
| Novara   | –      | 3:1   | 6:0      | 1:1    |
| Fiume    | 1:0    | –     | 1:0      | 1:3    |
| Sestrese | 0:4    | 3:3   | –        | 1:2    |
| Spezia   | 0:0    | 2:0   | 2:0      | –      |

## Lega Sud (Jižní část)

### Kampánie

#### Účastníci
| Klub            | Město                   | Stadion                        | Trenér              |
| --------------- | ----------------------- | ------------------------------ | ------------------- |
| Bagnolese       | Bagnoli                 | Campo Ilva                     | Technická komise    |
| Cavese          | Cava de' Tirreni        | –                              | Technická komise    |
| Internaples     | Neapol                  | Stadio Militare dell'Arenaccia | ?                   |
| Salernitanaudax | Salerno                 | Campo di Piazza d'Armi         | Alfonso Guasco      |
| Savoia          | Torre Annunziata        | Campo Oncino                   | Raffaele Di Giorgio |
| Stabia          | Castellammare di Stabia | Campo di via Gragnano          | Technická komise    |

#### Tabulka
| Poř. | Tým             | Z  | V | R | P | VG | OG | B  |
| ---- | --------------- | -- | - | - | - | -- | -- | -- |
| 1.   | Savoia          | 10 | 9 | 1 | 0 | 21 | 2  | 19 |
| 2.   | Internaples     | 10 | 5 | 2 | 3 | 19 | 9  | 12 |
| 3.   | Cavese          | 10 | 5 | 1 | 4 | 17 | 15 | 11 |
| 4.   | Bagnolese       | 10 | 4 | 2 | 4 | 12 | 12 | 10 |
| 5.   | Stabia          | 10 | 2 | 1 | 7 | 5  | 16 | 5  |
| 6.   | Salernitanaudax | 10 | 1 | 1 | 8 | 6  | 26 | 3  |

|  | Postup do semifinále                |
|  | Sestup do Seconda Divisione 1924/25 |

Poznámky
- Z = Odehrané zápasy; V = Vítězství; R = Remízy; P = Prohry; VG = Vstřelené góly; OG = Obdržené góly; B = Body
- za výhru 2 body, za remízu 1 bod, za prohru 0 bodů.
- Výsledky zápasů mezi Salernitanaudaxem a Stabií jsou předmětem sporů: tehdejší noviny, stejně jako rekonstrukce historiků Salernitany, uvádějí, že byly změněny u stolu, zatímco jiné rekonstrukce (např. ze stránky RSSSF) hlásí výsledky na hřišti, což dává Salernitanaudax a Stabia v pořadí 2. a 6. místě. Nejspolehlivější verzí je verze porážek u stolu, potvrzená oficiálními tiskovými zprávami regionálního výboru Kampánie zveřejněnými v tehdejších novinách, jakož i článkem v novinách La Basilicata, ve kterém je uvedeno, že Salernitana a Stabia skončily turnaj se třemi a pěti body.

#### Výsledková tabulka
|                 | Bagnolese | Cavese | Internaples | Salernitanaudax | Savoia | Stabia |
| --------------- | --------- | ------ | ----------- | --------------- | ------ | ------ |
| Bagnolese       | –         | 3:1    | 1:3         | 0:0             | 0:1    | 2:0    |
| Cavese          | 3:1       | –      | 1:1         | 5:2             | 0:3    | 0:2    |
| Internaples     | 1:1       | 0:1    | –           | 5:0             | 0:1    | 2:0    |
| Salernitanaudax | 0:2       | 0:1    | 1:5         | –               | 0:1    | 2:0    |
| Savoia          | 3:0       | 2:1    | 3:0         | 5:1             | –      | 2:0    |
| Stabia          | 0:2       | 1:4    | 0:2         | 2:0             | 0:0    | –      |

### Lazio

#### Účastníci
| Klub           | Město  | Stadion                        | Trenér           |
| -------------- | ------ | ------------------------------ | ---------------- |
| Alba Řím       | Řím    | –                              | Technická komise |
| Fortitudo      | Řím    | Campo "Madonna del Riposo"     | Technická komise |
| Juventus Audax | Řím    | Campo Viale Angelico 71        | Technická komise |
| Lazio          | Řím    | Stadio della Rondinella        | Guido Baccani    |
| US Romana      | Řím    | Campo dell'Olmo viale Angelico | Technická komise |
| Tivoli         | Tivoli | –                              | –                |

#### Tabulka
| Poř. | Tým            | Z  | V | R | P  | VG | OG | B  |
| ---- | -------------- | -- | - | - | -- | -- | -- | -- |
| 1.   | Alba Řím       | 10 | 7 | 2 | 1  | 27 | 9  | 16 |
| 2.   | Lazio          | 10 | 7 | 1 | 2  | 39 | 11 | 15 |
| 3.   | Fortitudo      | 10 | 7 | 1 | 2  | 20 | 5  | 15 |
| 4.   | Tivoli         | 10 | 4 | 0 | 6  | 17 | 20 | 8  |
| 5.   | US Romana      | 10 | 3 | 0 | 7  | 10 | 33 | 6  |
| 6.   | Juventus Audax | 10 | 0 | 0 | 10 | 4  | 39 | 0  |

|  | Postup do semifinále                |
|  | Sestup do Seconda Divisione 1924/25 |

Poznámky
- Z = Odehrané zápasy; V = Vítězství; R = Remízy; P = Prohry; VG = Vstřelené góly; OG = Obdržené góly; B = Body
- za výhru 2 body, za remízu 1 bod, za prohru 0 bodů.
- kluby Lazio a Fortitudo odehráli dodatečný zápas o postup.

#### Výsledková tabulka
|                | Alba | Fortitudo | Juventus Audax | Lazio | Romana | Tivoli |
| -------------- | ---- | --------- | -------------- | ----- | ------ | ------ |
| Alba           | –    | 1:1       | 2:0            | 2:2   | 2:0    | 4:0    |
| Fortitudo      | 2:0  | –         | 1:0            | 0:3   | 4:0    | 1:0    |
| Juventus Audax | 2:6  | 0:5       | –              | 0:6   | 1:4    | 0:2    |
| Lazio          | 2:4  | 1:0       | 8:1            | –     | 5:0    | 4:1    |
| Romana         | 0:4  | 0:2       | 1:0            | 1:7   | –      | 3:2    |
| Tivoli         | 0:2  | 0:4       | 4:0            | 2:1   | 6:1    | –      |

#### Dodatečný zápas
| 4. květen 1924 | Lazio | 2 – 0 | Fortitudo | Řím |  |  |
|                |       |       |           |     |  |  |
|                |       |       |           |     |  |  |

### Marche

#### Účastník
| Klub       | Město  | Stadion | Trenér |
| ---------- | ------ | ------- | ------ |
| Anconitana | Ancona | ?       | ?      |

Jediným účastníkem v regionu byla Anconitana, která automaticky postoupila do semifinále.

### Apulie

#### Účastníci
| Klub           | Město   | Stadion                  | Trenér         |
| -------------- | ------- | ------------------------ | -------------- |
| Audace Taranto | Taranto | Campo del Regio Arsenale | Manziani       |
| Enotria        | Taranto | Campo del Regio Arsenale | Biagio La Neve |
| Foggia         | Foggia  | –                        | Roberto Fini   |
| Ideale         | Bari    | Campo San Lorenzo        | ?              |
| Liberty        | Bari    | Campo San Lorenzo        | ?              |
| Pro Italia     | Taranto | Campo del Regio Arsenale | Ascanelli      |

#### Tabulka
| Poř. | Tým            | Z  | V | R | P | VG | OG | B  |
| ---- | -------------- | -- | - | - | - | -- | -- | -- |
| 1.   | Audace Taranto | 10 | 7 | 2 | 1 | 16 | 4  | 16 |
| 2.   | Ideale         | 10 | 7 | 1 | 2 | 20 | 6  | 15 |
| 3.   | Enotria        | 10 | 4 | 2 | 4 | 10 | 11 | 10 |
| 4.   | Liberty        | 10 | 4 | 2 | 4 | 12 | 13 | 10 |
| 5.   | Pro Italia     | 10 | 4 | 0 | 6 | 8  | 13 | 8  |
| 6.   | Foggia         | 10 | 0 | 1 | 9 | 3  | 22 | 1  |

|  | Postup do semifinále                |
|  | Sestup do Seconda Divisione 1923/24 |

Poznámky
- Z = Odehrané zápasy; V = Vítězství; R = Remízy; P = Prohry; VG = Vstřelené góly; OG = Obdržené góly; B = Body
- za výhru 2 body, za remízu 1 bod, za prohru 0 bodů.
- při rovnosti bodů rozhodoval rozdíl mezi vstřelených a obdržených branek.

#### Výsledková tabulka
|            | Audace | Enotria | Foggia | Ideale | Liberty | Pro Italia |
| ---------- | ------ | ------- | ------ | ------ | ------- | ---------- |
| Audace     | –      | 4:1     | 3:0    | 0:2    | 1:0     | 1:0        |
| Enotria    | 2:0    | –       | 1:0    | 1:0    | 1:1     | 0:1        |
| Foggia     | 0:2    | 1:1     | –      | 0:2    | 1:2     | 1:2        |
| Ideale     | 1:1    | 1:0     | 5:0    | –      | 3:1     | 3:0        |
| Liberty    | 0:0    | 3:1     | 2:0    | 1:3    | –       | 2:0        |
| Pro Italia | 0:2    | 0:2     | 2:0    | 0:2    | 3:0     | –          |

### Sicílie

#### Účastníci
| Klub    | Město   | Stadion                             | Trenér             |
| ------- | ------- | ----------------------------------- | ------------------ |
| Messina | Messina | Campo “Enzo Geraci” alla Cittadella | Giovanni Stracuzzi |
| Palermo | Palermo | Stadio Ranchibile                   | ?                  |

#### Výsledky
| 1. zápas 17. únor 1924 | Palermo | 2 – 1 | Messina | Palermo |  |  |
|                        |         |       |         |         |  |  |
|                        |         |       |         |         |  |  |

| 2. zápas 24. únor 1924 | Messina | 1 – 0 | Palermo | Messina |  |  |
|                        |         |       |         |         |  |  |
|                        |         |       |         |         |  |  |

| 3. zápas 9. březen 1924 | Messina | 2 – 3 | Palermo | Messina |  |  |
|                         |         |       |         |         |  |  |
|                         |         |       |         |         |  |  |

Klub Palermo vyhrál třetí rozhodující utkání a postoupil tak do semifinále.

### Semifinále Lega Sud

#### Skupina A

##### Tabulka
| Poř. | Tým        | Z | V | R | P | VG | OG | B |
| ---- | ---------- | - | - | - | - | -- | -- | - |
| 1.   | Savoia     | 6 | 3 | 2 | 1 | 17 | 7  | 8 |
| 2.   | Lazio      | 6 | 3 | 1 | 2 | 16 | 9  | 7 |
| 3.   | Ideale     | 6 | 2 | 1 | 3 | 11 | 18 | 5 |
| 4.   | Anconitana | 6 | 2 | 0 | 4 | 4  | 14 | 4 |

|  | Postup do finále Lega Sud |

Poznámky
- Z = Odehrané zápasy; V = Vítězství; R = Remízy; P = Prohry; VG = Vstřelené góly; OG = Obdržené góly; B = Body
- za výhru 2 body, za remízu 1 bod, za prohru 0 bodů.

##### Výsledková tabulka
|            | Anconitana | Ideale | Lazio | Savoia |
| ---------- | ---------- | ------ | ----- | ------ |
| Anconitana | –          | 1:0    | 1:0   | 0:1    |
| Ideale     | 5:1        | –      | 3:2   | 1:1    |
| Lazio      | 3:1        | 6:1    | –     | 2:2    |
| Savoia     | 5:0        | 7:1    | 1:3   | –      |

#### Skupina B

##### Tabulka
| Poř. | Tým            | Z | V | R | P | VG | OG | B |
| ---- | -------------- | - | - | - | - | -- | -- | - |
| 1.   | Alba Řím       | 6 | 3 | 2 | 1 | 16 | 9  | 8 |
| 2.   | Audace Taranto | 6 | 3 | 2 | 1 | 12 | 10 | 8 |
| 3.   | Internaples    | 6 | 1 | 3 | 2 | 7  | 9  | 5 |
| 4.   | Palermo        | 6 | 0 | 3 | 3 | 9  | 16 | 3 |

|  | Postup do finále Lega Sud |

Poznámky
- Z = Odehrané zápasy; V = Vítězství; R = Remízy; P = Prohry; VG = Vstřelené góly; OG = Obdržené góly; B = Body
- za výhru 2 body, za remízu 1 bod, za prohru 0 bodů.
- při rovnosti bodů rozhodoval rozdíl mezi vstřelených a obdržených branek.
- kluby Alba Řím a Audace Taranto odehráli dodatečný zápas o postup do finále.

##### Výsledková tabulka
|                | Alba Řím | Audace Taranto | Internaples | Palermo |
| -------------- | -------- | -------------- | ----------- | ------- |
| Alba Řím       | –        | 1:1            | 2:0         | 5:1     |
| Audace Taranto | 3:2      | –              | 1:0         | 2:2     |
| Internaples    | 2:2      | 3:2            | –           | 1:1     |
| Palermo        | 2:4      | 2:3            | 1:1         | –       |

##### Dodatečný zápas
| 15. červen 1924 | Alba Řím | 2 – 0 | Audace Taranto | Neapol |  |  |
|                 |          |       |                |        |  |  |
|                 |          |       |                |        |  |  |

### Finále Lega Sud
| 1. zápas 3. srpen 1924 | Savoia          | 2 – 0 | Alba Řím | Campo Oncino, Torre Annunziata |  |  |
|                        | Bobbio 39', 60' |       |          | Rozhodčí: Bagnasco             |  |  |
|                        |                 |       |          |                                |  |  |

| 2. zápas 10. srpen 1924 | Alba Řím  | 1 – 0 | Savoia | Řím                |  |  |
|                         | Degni 64' |       |        | Rozhodčí: Bagnasco |  |  |
|                         |           |       |        |                    |  |  |

| 3. zápas 24. srpen 1924 | Savoia | 2 – 0 | Alba Řím | Livorno |  |  |
|                         |        |       |          |         |  |  |
|                         |        |       |          |         |  |  |

Klub Savoia vyhrál Lega Sud a mohl se tak utkat o titul.

## Mistrovský zápas
| 1. zápas 31. srpen 1924 | Janov                              | 3 – 1 | Savoia     | Campo Marassi, Janov |  |  |
| 17:17                   | Catto 15' Sardi 16' Santamaria 55' |       | 49' Bobbio | Rozhodčí: Gama       |  |  |
|                         |                                    |       |            |                      |  |  |

| 2. zápas 7. září 1924 | Savoia       | 1 – 1 | Janov       | Campo Oncino, Torre Annunziata |  |  |
|                       | Mombelli 73' |       | 71' Moruzzi | Rozhodčí: Rangone              |  |  |
|                       |              |       |             |                                |  |  |

## Vítěz
| Prima Divisione Vítěz pro rok 1923/24 |
| ------------------------------------- |
| Janov CFC                             |
|                                       |